# カドリーベア
カドリーベアとは、タカラトミーアーツより発売されている、ディズニーに登場する熊のぬいぐるみの名前である。

## 概要
- ぬいぐるみの他に文房具やキーチェーンなど様々な商品が発売されている。
- カドリーベアは東京ディズニーリゾートから生まれたキャラクターではないので東京ディズニーランド、東京ディズニーシー、ボン・ヴォヤージュなどリゾート内ショップでの発売はされない。

しかしダッフィーとともに人気があり、ディズニーリゾート内でカドリーベアを持ち歩くゲストは多い。
現在ではインターネット、ジャスコ、イトーヨーカドー、キデイランドなどで売られている。

## カドリーベアの由来
- ミニーは、ミッキーが寂しくないように、ダッフィーという熊のぬいぐるみを作った。
- そこで、ミニーは自分用にと、熊のぬいぐるみを作った。
- ミニーは、その熊を「カドリーベア」と名づけた。
- 「カドリー」には、「抱きしめたいほどかわいい」という意味がある。